# Cantone di Hasparren
Il Cantone di Hasparren era una divisione amministrativa dell'arrondissement di Bayonne.
È stato soppresso a seguito della riforma complessiva dei cantoni del 2014, che è entrata in vigore con le elezioni dipartimentali del 2015.
Comprendeva i comuni di:
- Bonloc
- Hasparren
- Macaye
- Méharin
- Mendionde
- Saint-Esteben
- Saint-Martin-d'Arberoue